# Tunnel du Zhongnanshan
Le tunnel de Zhongnanshan (en chinois 秦岭终南山公路隧道) est un tunnel routier chinois ouvert depuis le 20 janvier 2007. Le tunnel est le deuxième plus long tunnel routier au monde (derrière le tunnel de Lærdal) et mesure 18 020 m. Le tunnel comporte deux tubes et c'est le plus long tunnel routier à deux tubes au monde.
Le tunnel est situé dans le Shaanxi sur la route nationale 210. Il passe sous le mont Zhongnan, aussi appelé Zhongnanshan, qui fait partie des monts Qinling. Le tunnel relie le district de Zhashui et la ville de Xi'an. Le trajet par le tunnel permet d'accélerer le trafic entre les bassins économiques du fleuve Jaune et du Yang Tsé.
La construction du tunnel a coûté 3,2 milliards de yuan.

## Sources
- (en) World's Second Longest Road Tunnel Opens in China sur Tunnel Builder
- (de) Moderne in der Provinz sur geowis.de